# Dupax del Norte
Dupax Del Norte là một đô thị hạng 3 ở tỉnh Nueva Vizcaya, Philippines. Theo điều tra dân số năm 2007, đô thị này có dân số 23.196 người trong 4.771 hộ.

## Barangay
Dupax Del Norte được chia thành 15 barangay.
- Belance
- Binnuangan
- Bitnong
- Bulala
- Inaban
- Ineangan
- Lamo
- Mabasa
- Macabenga
- Malasin (Pob.)
- Munguia
- New Gumiad
- Oyao
- Parai
- Yabbi